# FN's Permanente Forum for Oprindelige Folks Anliggender
FN's Permanente Forum for Oprindelige Folks Anliggender (UNPFII – United Nations Permanent Forum on Indigenous Issues) er et rådgivende organ for FN, der behandler spørgsmål der vedrører verdenens oprindelige folk. Rådet rapporterer til FN's økonomiske og sociale råd (ECOSOC). Organisationen blev dannet ved en afstemning til FN-konferencen om menneskerettigheder i Wien, 1993. Rådet blev oprettet i år 2000.
Grønland og Kongeriget Danmark støtter arbejdet i FN’s Permanente Forum for Oprindelige Folks Anliggender (UNPFII), hvor Grønland deltager til de årlige sessioner.
Grønlændere eller Inuit i Grønland, har Dansk indfødsret samt Unionsborgerskab i EU og har siden 1997 haft status som et oprindeligt folk indenfor statens grænser i Kongeriget Danmark

## Oversigt
- FN's Permanente Forum UNPFII er et forum for oprindelige folk og stammefolk i hele verden.
- Der findes over 370 millioner oprindelige folk og stammefolk i ca. 70 lande verden over.

## Mandat
Forumet har mandat til, at diskutere spørgsmål der vedrører oprindelig folk og stammefolk i relation til social udvikling, kultur, miljø, uddannelse, sundhed og menneskerettigheder.
Forummet skal:
- give råd og anbefalinger til FN's økonomiske og sociale råd og til forskellige programmer, fonde og organisationer indenfor FN-systemet;
- Øge bevidstheden om og forbedre integrationen og integrationen af aktiviteter tilknyttet oprindelige folk;
- Forberede og sprede information om disse områder.

## Medlemmer
16 uafhængige eksperter udnævnes i en 3-årig periode. Ved afslutningen af valgperioden kan de genvælges eller genudnævnes til den kommende periode.
Af de 16 medlemmer er 8 nomineret af medlemslandenes regeringer og 8 nomineres direkte af oprindelige folks organisationer. Regeringsvalgte medlemmer vælges af FN's økonomiske og sociale råd på baggrund af, i hvilken grad de forskellige regionale grupper er repræsenteret. De nominerede af oprindelige folks organisationer udnævnes af præsidenten for ECOSOC, der repræsenterer de syv sociokulturelle regioner, for at sikre en repræsentativ dækning af verdens oprindelige folk.

## Medlemmer af Det Permanente Forum, Januar 2020 til December 2022
| Land       | Medlem                           | Region                                                                         | Nomineret af                      | Noter                              |
| ---------- | -------------------------------- | ------------------------------------------------------------------------------ | --------------------------------- | ---------------------------------- |
| Finland    | Anne Nuorgam                     | Arktis                                                                         | Oprindelige Folks’ Organisationer | Forperson for Det Permanente Forum |
| Nepal      | Phoolman Chaudhary               | Asien                                                                          | Oprindelige Folks’ Organisationer |                                    |
| Tchad      | Hindou Oumarou Ibrahim           | Afrika                                                                         | Oprindelige Folks’ Organisationer |                                    |
| Australien | Hannah McGlade                   | Stillehavet                                                                    | Oprindelige Folks’ Organisationer |                                    |
| Colombia   | Darío José Mejía Montalvo        | Latinamerika og Caribien                                                       | Oprindelige Folks’ Organisationer |                                    |
| Bolivia    | Simón Freddy Condo Riveros       | Latinamerika og Caribiske Stater                                               | Oprindelige Folks’ Organisationer |                                    |
| USA        | Geoffrey Roth                    | Nordamerika                                                                    | Oprindelige Folks’ Organisationer |                                    |
| Rusland    | Aleksei Tsykarev                 | Central- og Østeuropa, Den Russiske Føderation, Centralasien og Transkaukasien | Oprindelige Folks’ Organisationer |                                    |
| Kina       | Zhang Xiaoan                     | Asiatiske-Stillehavs Stater                                                    | Regeringer                        |                                    |
| Ecuador    | Lourdes Tibán Guala              | Latinamerika og Caribien                                                       | Regeringer                        |                                    |
| Burundi    | Vital Bambanze                   | Afrika                                                                         | Regeringer                        |                                    |
| Danmark    | Tove Søvndahl Gant               | Vesteuropa og Andre Stater                                                     | Regeringer                        |                                    |
| Rusland    | Grigory Evguenievich Lukiyantsev | Central- og Østeuropa, Den Russiske Føderation, Centralasien og Transkaukasien | Regeringer                        |                                    |
| Mexico     | Irma Pineda Santiago             | Latinamerika og Caribien                                                       | Regeringer                        |                                    |
| Namibia    | Bornface Museke Mate             | Afrika                                                                         | Regeringer                        |                                    |
| Estland    | Sven-Erik Soosaar                | Vesteuropa og Andre Stater                                                     | Regeringer                        |                                    |

## Sessioner
Hidtil har følgende sessioner været afholdt:
- Første session: Maj 2002 i FN's hovedkvarter i New York.
- Anden session: Maj 2003 i FN's hovedkvarter i New York; tema var "Børn og unge blandt oprindelige folk".
- Tredje session: Maj 2004, ved FN's hovedkvarter i New York; tema var "Kvinder blandt oprindelige folk".
- Fjerde session: Maj 2005 i FN's hovedkvarter i New York; temaet var "2015-målene og oprindelige folk" med fokus på det første årtusindmål om at udrydde ekstrem fattigdom og sult, og det andet mål, der er at sikre grundlæggende uddannelse for alle.
- Femte session: Maj 2006 i FN's hovedkvarter i New York; tema var "FN's årtusindudviklingsmål og oprindelige folk: omdefinerer millenniumudviklingsmålene".
- Sjette session: Maj 2007 i FN's hovedkvarter i New York; temaet var «Territorier, landområder og naturressourcer».
- Syvende session: April 2008
- Ottende session: Maj 2009
- Niende session: Maj 2010
- Tiende session: Maj 2011
- Ellevte session: Maj 2012

## Første årti (1995-2004)
Det første internationale årti for oprindelige folk i verden blev kaldt "Oprindeluge folk: partnerskab i aktion" og blev oprettet af FN's Generalforsamling med beslutningen
48/163  Arkiveret 24. januar 2020 hos  Wayback Machine, og havde som hovedmål at styrke det internationale samarbejde om at løse de oprindelige folks problemer inden for områder som menneskerettigheder, miljø, udvikling, sundhed og uddannelse.

## Andet årti (2005-2015)
Det første internationale årti for verdens oprindelige folk kaldes «Partnership for Action and Dignity», og blev oprettet af FN's generalforsamling ved d. 59. session,  Arkiveret 3. marts 2016 hos  Wayback Machine. Handlingsplanen blev vedtaget ved d. 60. session.
Målene for det andet årti er:
- Fremme ikke-diskrimination og inklusion
- Fuld og faktisk deltagelse i beslutninger
- Omdefinere udviklingspolitik baseret på en vision om lighed
- Vedtage en målrettet politik, der lægger vægt på særlige grupper (kvinder, børn og unge)
- Udvikle stærke overvågningsmekanismer og afklare ansvar for at beskytte oprindelige folks rettigheder

## Regionale grupper
De fem regionale grupper i lande som FN benytter sig af er:
- Afrika
- Asien
- Østeuropa
- Latin-Amerika og caribien
- Vesteuropa og øvrige andre lande.

De syv socio-kulturelt regionale grupper er:
- Afrika
- Asia
- Central- og Syd-Amerika samt Caribien
- Arktis
- Øst-Europa, Rusland, Centralasien og Transkaukasus
- Nord-Amerika
- Stillehavet